# Stefan Seger
Stefan Seger (18 de octubre de 1966) es un deportista suizo que compitió en vela en la clase 470. Ganó una medalla de plata en el Campeonato Europeo de 470 de 1990.

## Palmarés internacional
| \| Campeonato Europeo \| Campeonato Europeo \| Campeonato Europeo \| Campeonato Europeo \| \| Año \| Lugar \| Medalla \| Clase \| \| ------------------ \| -------------------------- \| ------------------ \| ------------------ \| \| 1990 \| Marina di Carrara (Italia) \| Medalla de plata \| 470 \| |                            |                  |       |
| Campeonato Europeo |                            |                  |       |
| Año | Lugar                      | Medalla          | Clase |
| 1990 | Marina di Carrara (Italia) | Medalla de plata | 470   |